# Bettles
Bettles est une localité d'Alaska aux États-Unis, faisant partie de la Région de recensement de Yukon-Koyukuk.

## Géographie

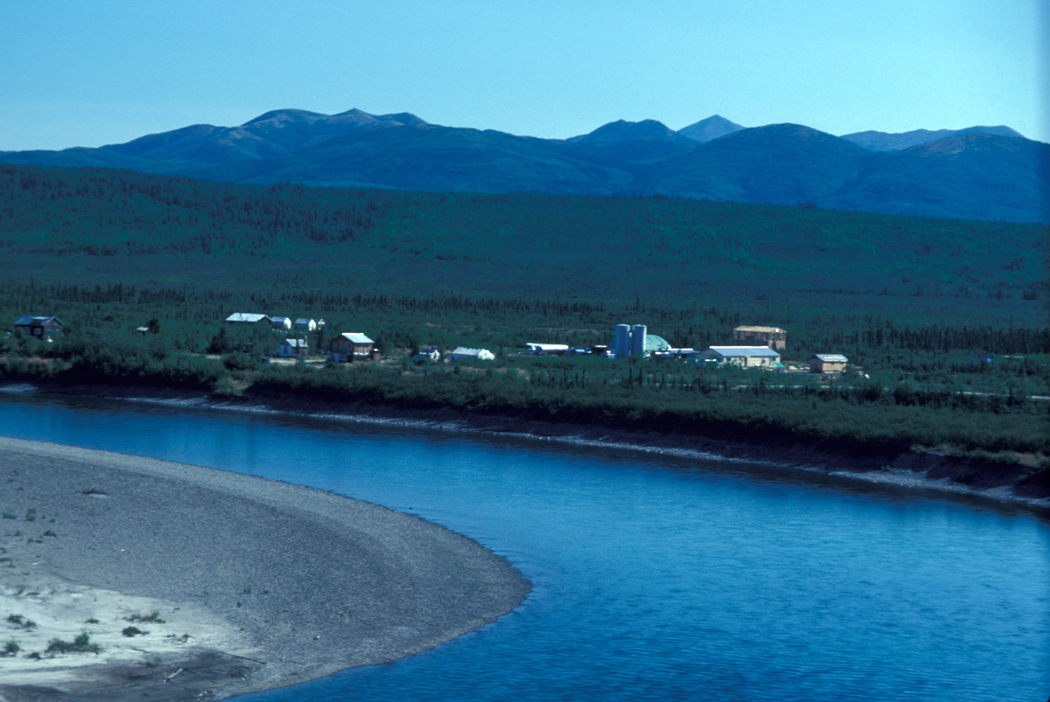
Bettles et la Koyukuk River.

### Situation
Bettles se trouve sur la rive sud-est de la rivière Koyokuk, et est seulement accessible par avion. Elle se trouve à 290 km à vol d'oiseau de Fairbanks. Elle est reliée à la Dalton Highway par une piste de glace, ouverte en hiver quelques semaines par an, et uniquement utilisée par les transports par camion. Cette portion de route fait partie de la Hickel Highway.

### Démographie

#### Vieux Bettles
| 1930 | 1940 | 1950 | 1960 |
| ---- | ---- | ---- | ---- |
| 23   | 10   | 47   | 77   |

#### Nouveau Bettles
| 1990 | 2000 | 2010 |
| ---- | ---- | ---- |
| 36   | 43   | 12   |

### Climat
| Mois                                  | jan.     | fév.     | mars     | avril    | mai      | juin    | jui.    | août    | sep.     | oct.     | nov.     | déc.     | année    |
| ------------------------------------- | -------- | -------- | -------- | -------- | -------- | ------- | ------- | ------- | -------- | -------- | -------- | -------- | -------- |
| Température minimale moyenne (°C)     | −28,3    | −25,2    | −22,9    | −10,4    | 1,2      | 8,5     | 9,7     | 5,9     | 0,3      | −9,8     | −21,7    | −25,5    | −9,8     |
| Température moyenne (°C)              | −23,7    | −19,7    | −15,7    | −4,1     | 7,2      | 14,8    | 15,4    | 11,5    | 5,1      | −5,9     | −17,6    | −21,1    | −4,5     |
| Température maximale moyenne (°C)     | −19,1    | −14,2    | −8,6     | 2,2      | 13,2     | 21,1    | 21,2    | 17      | 9,9      | −2       | −13,6    | −16,7    | 0,9      |
| Record de froid (°C) date du record   | −57 1975 | −53 1999 | −49 1964 | −39 2021 | −23 1952 | −3 1960 | −2 1959 | −9 2013 | −18 2010 | −37 1992 | −49 1974 | −51 2019 | −57 1975 |
| Record de chaleur (°C) date du record | 6 1961   | 4 1977   | 9 1998   | 19 2010  | 30 1983  | 33 1999 | 34 1986 | 31 1994 | 26 1957  | 15 2018  | 7 1976   | 3 2017   | 34 1986  |
| Précipitations (mm)                   | 20,6     | 21,6     | 14,7     | 15,2     | 22,4     | 35,6    | 59,9    | 67,1    | 48,5     | 26,4     | 23,1     | 23,4     | 378,5    |
| dont neige (cm)                       | 35,6     | 40,1     | 25,1     | 13,5     | 3,8      | 0       | 0       | 0       | 8,9      | 31       | 47       | 47,5     | 252,5    |
| Nombre de jours avec précipitations   | 9,1      | 9,9      | 7,8      | 6,2      | 8,6      | 11,4    | 13,4    | 15,2    | 12,9     | 12,4     | 10,7     | 11,4     | 129      |
| Humidité relative (%)                 | 68,6     | 67       | 65,3     | 67,2     | 60,7     | 59,8    | 67,7    | 75,8    | 75,6     | 77,7     | 73,5     | 71,7     | 69,2     |
| Nombre de jours avec neige            | 10,5     | 10,8     | 8,6      | 5        | 1,3      | 0       | 0       | 0       | 2,6      | 11,1     | 11,8     | 12,6     | 74,3     |

## Histoire
La localité a été fondée en 1896 lors de la Ruée vers l'or du Klondike.
La poste a été ouverte à Bettles Lodge en 1950, l'école a été construite en 1956, et une clinique fonctionne depuis 1980. Une piste d'aérodrome a été construite pendant la Seconde Guerre Mondiale pour des besoins militaires. Elle est utilisée actuellement pour des transports commerciaux.